# ستووبتسه
ستووبتسه (به لهستانی:  Stołbce) یک روستا در لهستان است که در گمینا نوژتس-ستاتسیا واقع شده‌است.